# Geelbruine helmharpoenzwam
De geelbruine helmharpoenzwam (Hohenbuehelia bonii) is een schimmel behorend tot de familie Pleurotaceae. Hij groeit op stengels van helm (Ammophila) in de buitenste zeereep. 

## Kenmerken
- Groeiwijze: De paddenstoel groeit in bundeltjes op de steelbasis en bladscheden van Helm. De hoed is ongeveer 30-40 (-75) mm breed, zittend of met een sterk gereduceerd steeltje op het substraat. De vorm varieert van pleurotoid tot flabelliform, en de kleur is okerbruin tot licht geelbruin of sepia, vaak iets bleker aan de rand en soms kaal of iets fluwelig.
- Plaatjes: Dicht op elkaar, vaak gevorkt en aflopend op de steel. Ze zijn wit of crèmekleurig.
- Steel: Vrijwel afwezig of lateraal aanwezig, wit tot wittig.
- Sporen: De sporen zijn 7-9,5 × 4,5-7 μm groot, ovaal-ellipsoïde van vorm met dunne wanden en bevatten een of meer oliedruppels.
- Basidia: Gemeten tussen 25-40 × 6-8 μm en zijn 4-sporig.
- Cystiden: Talrijk op de lamellen, hebben de vorm van min of meer fusiforme metuloïden, met afmetingen van 60-90 × 10-18 μm. Ze zijn dikwandig, kleurloos en hebben talrijke kristallen aan de top.

## Verspreiding
In Nederland komt de geelbruine helmharpoenzwam uiterst zeldzaam voor. Hij is tot nu toe is de soort bekend van de omgeving van IJmuiden, Terschelling en de waddendijk van Lauwersoog.